# Seznam knih edice Antická próza
Seznam knih edice Antická próza obsahuje všechny knihy uvedené ediční řady, které byly vydané v Nakladatelství Odeon v období let 1971–1977. 

## Nakladatelství Odeon(1971–1977)
| # | Název                 | Autor              | Jazyk originálu | Rok vydání |
| - | --------------------- | ------------------ | --------------- | ---------- |
| 1 | Láska a dobrodružství | Longos, Héliodóros | řečtina         | 1971       |
| 2 | Láska a válka         | různí              | latina, řečtina | 1971       |
| 3 | O cizích osudech      | různí              | latina, řečtina | 1972       |
| 4 | O vlastním osudu      | různí              | latina, řečtina | 1973       |
| 5 | Tribuni výmluvnosti   | různí              | latina, řečtina | 1974       |
| 6 | Píši Ti, příteli      | různí              | latina, řečtina | 1975       |
| 7 | Báje a povídky        | různí              | latina, řečtina | 1976       |
| 8 | Dialog a satira       | různí              | latina, řečtina | 1977       |